# Nils Eliasson (politiker)

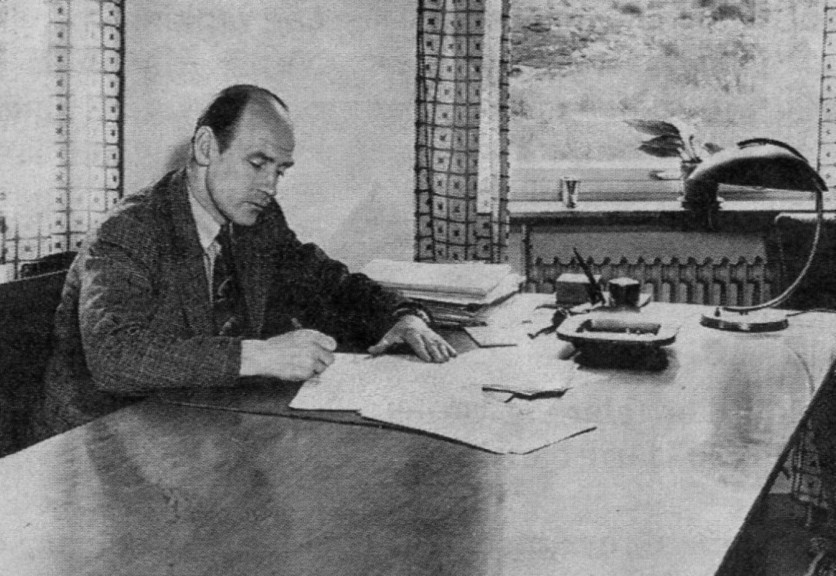
Nils Eliasson på 1960-talet.

Nils Johan Ludvig Eliasson (även kallad Huddingekungen), född 18 februari 1914, död 4 oktober 1963 i Huddinge kommun, var en socialdemokratisk kommunalpolitiker i Huddinge kommun. Han kom att förknippas med den vid tiden mycket uppmärksammade Vårbyaffären och tillkomsten av Kungens kurva som handelsplats.

## Biografi
Nils Eliasson var mellan 1948 och fram till sin död 1963 kommunstyrelsens ordförande i Huddinge kommun. Vid 1950-talets slut och 1960-talets början hade Stockholm omkring 100 000 bostadssökande och började få ont om byggbar mark. Samtidigt var förortskommunerna mycket negativa till Stockholm stads expansion och en första generationens moderna förortspolitiker engagerade sig mot vad de ansåg var maktanspråk från Stockholms sida. Huddingeförfattaren Per Wirtén berättade om Stockholms ”koloniala politik” i sin bok Där jag kommer ifrån – Kriget mot förorten.
Bland dem fanns Nils Eliasson som styrde Huddinge ”som en tidstypisk röd patriark” och försvarade kommunens intressen i varje läge. Inte alltid följe han regelboken, kommunens intressen gick före och det gällde att inte vika sig för den store grannen i norr (Stockholms kommun). Även Eliassons hustru, Anna-Lisa Lewén-Eliasson (1912–2002), var politiskt aktiv och satt både i kommunalfullmäktige och i riksdagen.
Samtida journalister beskrev Eliasson som en ”politiker i rörelse”. Han var omöjlig att få tag i och hastade ständig mellan olika möten. Han avled i cancer 49 år gammal i oktober 1963. Han hade aldrig berättat om sin sjukdom och när han avled kom det som en chock. Han fann sin sista vila på S:t Botvids begravningsplats där han gravsattes den 16 november 1963. I samma grav vilar även hustrun Anna-Lisa Lewén-Eliasson.

## Vårbyaffären
Vårbyaffären eller Vårbykrisen var en markaffär 1961 då Huddinge kommun och Stockholms kommun köpte mark av varandra och kommungränsen drogs om. Meningen var att tillföra Stockholm byggbar mark. Affären skedde under stort hemlighetsmakeri och uppgjordes mellan Nils Eliasson och två socialdemokratiska borgarråd i Stockholm, Hjalmar Mehr samt Joakim Garpe. Affären gick inte riktig som planerad. Den av Huddinge från Stockholm förvärvade markbiten skulle bevaras som "friluftsmark", men förvandlades snart till handelsplatsen Kungens kurva och en av Eliassons krav, att Vikingaberget skulle förbli på Huddinges sida, uppfylldes inte heller. Genom ett mätfel kom Vikingaberget att ligga i Stockholms stadsdel Vårberg. På Vikingaberget har funnits en vikingatida vårdkase vilken 1947 givit upphov till Huddinge kommunvapen och var därför av stor symbolisk betydelse för Huddinge.